# Отсман Ельміна Петрівна
Ельміна Петрівна Отсман (14 листопада 1924, село Олександрівка, тепер Лузького району Ленінградської області, Російська Федерація — 17 березня 2012, хутір Карксі повіту Вільяндімаа, Естонія) — радянська естонська діячка, механізатор, бригадир тракторної бригади Вільяндіської машинно-тракторної станції (МТС) Вільяндіського району Естонської РСР. Член ЦК КП Естонії (1966—1976). Депутат Верховної ради Естонської РСР 3-го скликання. Депутат Верховної Ради СРСР 4—5-го і 9-го скликань. Герой Соціалістичної Праці (1.03.1958).

## Життєпис
Народилася 14 листопада 1924 року в естонському селі Олександрівка Лузького повіту Ленінградської губернії в селянській родині. У 1937 році закінчила п'ять класів естонської початкової школи.
З 1937 по 1940 рік працювала в колгоспі «Знамя» Лузького району Ленінградської області. У 1941 році стала причепницею на тракторі батька в Лузькій машинно-тракторній станції (МТС) Ленінградської області, під керівництвом батька освоїла трактор.
З початком німецько-радянської війни разом з батьком брала участь у перегонці тракторів у радянський тил. Восени та взимку 1941—1942 років у складі колони тракторів переїхала від Луги до міста Череповця Вологодської області. У 1942 році перебралася до селища Хвойна Новгородської області. У 1943 році отримала кваліфікацію старшого тракториста і почала працювати в жіночій тракторній бригаді Хвойнинської МТС. Восени 1943 року Ельміну Отсман відрядили на курси механіків в промисловій школі № 9 міста Бокситогорська Ленінградської області. Після їх закінчення працювала слюсарем-механіком Ленінградської тракторно-ремонтної бригади (ремонтної майстерні).
У 1945 році разом із родиною переїхала до Естонської РСР. Спочатку до міста Курессаарі на острові Сааремаа, потім оселилася на хуторі Карксі Вільяндського повіту Естонської РСР, де з батьком працювала у Вільяндіській машинно-тракторній станції.
Член ВКП(б) з 1946 року.
У квітні 1948 року закінчила курси трактористів-механізаторів при Вільяндіській МТС і почала працювати трактористом у новоствореному колгоспі «Пунасе Койду». У 1949 році закінчила курси комбайнерів у Гельмеській школі механізації сільського господарства. У 1949—1950 роках навчалася на курсах бригадирів тракторних бригад. Ельміна Отсман стала першою жінкою-механізатором в Естонській РСР, далі працюючи, залежно від сезону, трактористом та комбайнером.
З 1950 по 1952 рік працювала комбайнером Вільяндіської машинно-тракторної станції по колгоспу «Більшовик» Вільяндіського району.
У 1952—1958 роках — бригадир жіночої тракторної бригади Вільяндіської МТС Вільяндіського району по колгоспу «Тарвасту» Вільяндіського району.
Указом Президії Верховної ради СРСР від 1 березня 1958 року за визначні успіхи, досягнуті у справі розвитку сільського господарства з виробництва зерна, картоплі, м'яса, молока та інших продуктів сільського господарства, та впровадження у виробництво досягнень науки та передового досвіду Отсман Ельміні Петрівні присвоєно звання Героя Соціалістичної Праці з врученням ордена Леніна та золотої медалі «Серп і Молот».
У 1959—1963 роках — механізатор (тракторист і комбайнер) колгоспу «Сипрус» (Дружба) Вільяндіського району Естонської РСР. У 1963—1970 роках працювала у цьому ж колгоспі «Сипрус» комбайнером та комірницею. Після об'єднання в 1970 році колгоспу «Сипрус» із колгоспом «Тарвасту» продовжувала працювати комбайнером об'єднаного господарства «Тарвасту» Вільяндіського району. Також їздила із своїм комбайном збирати врожай на поля Одеської області Української РСР та на цілинні землі Казахської РСР. Член Комітету захисту миру Естонської РСР, жіночої трудової комісії Вільяндіського району.
Потім на пенсії — на хуторі Карксі поблизу міста Вільянді. Померла 17 березня 2012 року.

## Нагороди
- Герой Соціалістичної Праці (1.03.1958)
- два ордени Леніна (20.07.1950; 1.03.1958)
- орден Жовтневої Революції (8.04.1971)
- орден Трудового Червоного Прапора (13.12.1972)
- орден «Знак Пошани» (6.12.1957)
- велика золота медаль ВДНГ СРСР
- велика срібна медаль ВДНГ СРСР
- медалі
- чотири Почесні грамоти Президії Верховної ради Естонської РСР